# Hotel Burgund

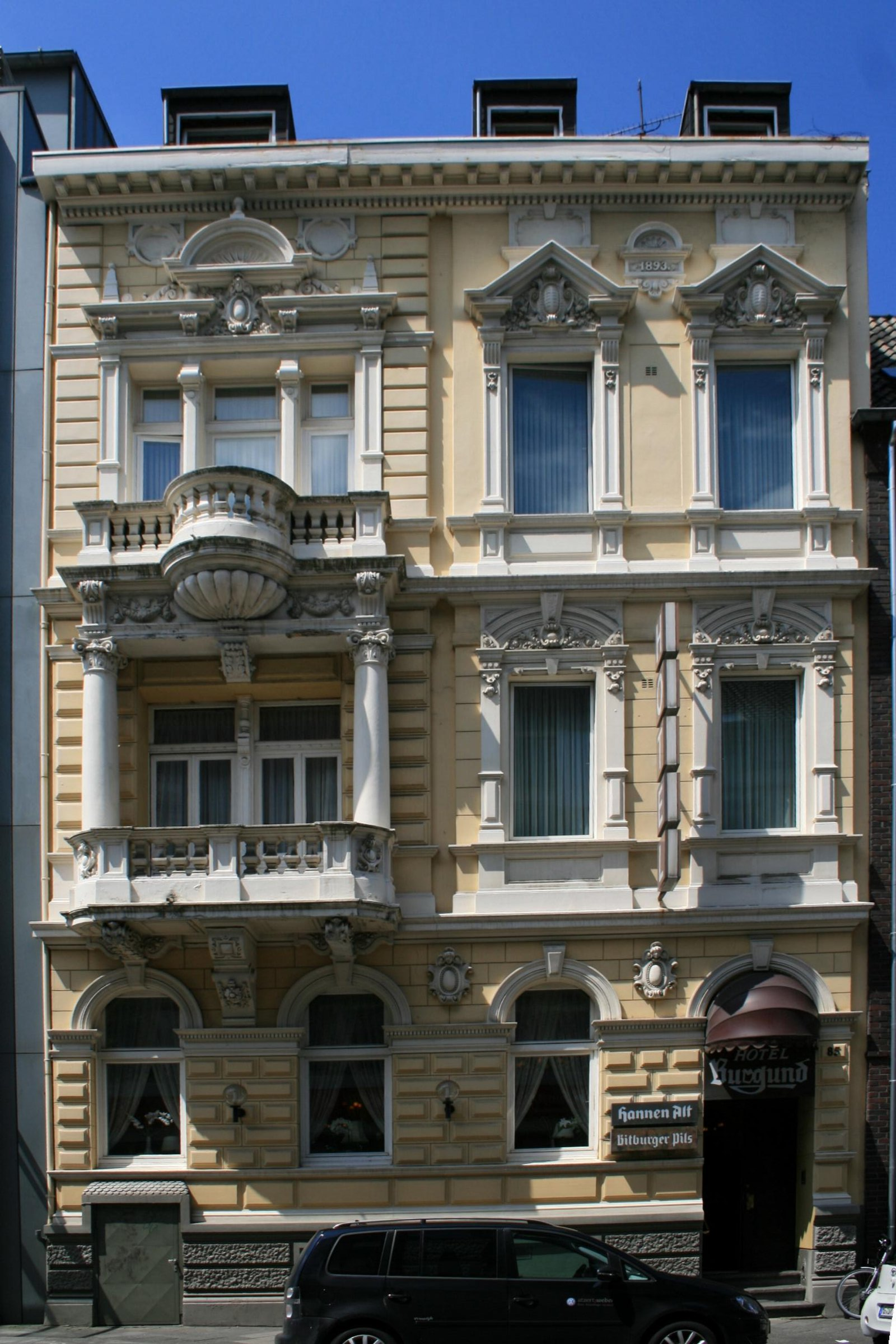
Hotel Burgund (2010)

Das Hotel Burgund steht in Mönchengladbach (Nordrhein-Westfalen), Kaiserstraße 85.
Das Gebäude wurde 1893 erbaut. Es wurde unter Nr. K 027 am 10. Dezember 1985 in die Denkmalliste der Stadt Mönchengladbach eingetragen.

## Architektur
Es handelt sich um ein dreigeschossiges, ursprünglich beidseitig eingebautes Vier-Fenster-Haus mit straßenseitiger Stuckfassade in Neorenaissanceformen, das 1893 errichtet wurde. Das Satteldach ist in der Fassadenansicht durch ein ausladendes Kreuzgesims verdeckt.
Das Objekt ist erhaltenswert als charakteristisches bürgerliches Wohnhaus des Historismus mit relativ reicher Stuckfassade, dem im städtebaulichen Gesamtzusammenhang der Kaiserstraße wesentliche Bedeutung zukommt.